# Lepthyphantes messapicus
Lepthyphantes messapicus là một loài nhện trong họ Linyphiidae.
Loài này thuộc chi Lepthyphantes. Lepthyphantes messapicus được Lodovico di Caporiacco miêu tả năm 1939.